# Gare de Cerbère
Gare de Cerbère – stacja kolejowa w Cerbère, w departamencie Pireneje Wschodnie, w regionie Oksytania, we Francji. Znajduje się na linii Narbonna - Portbou.

## Dworzec
Stacja znajduje się w centrum Cerbère. Ma łączną powierzchnię 30 ha, obejmuje budynek dla pasażerów z trzema peronami i pięcioma torami i duży plac oraz łącznie 19 km toru.
Ale stacja jest najbardziej znana ze swojej pracy jako zmiana rozstawu osi, aby pociągi mogły kontynuować dalszą podróż do Hiszpanii, gdzie rozstaw jest większy (1668 mm do 1435 mm w stosunku rozstawu normalnotorowego).
Dworzec Cerbère jest również ważną stacją przeładunkową z 2,5 mln tonami ładunków rocznie.